# Sven Hermelin (trädgårdsarkitekt)

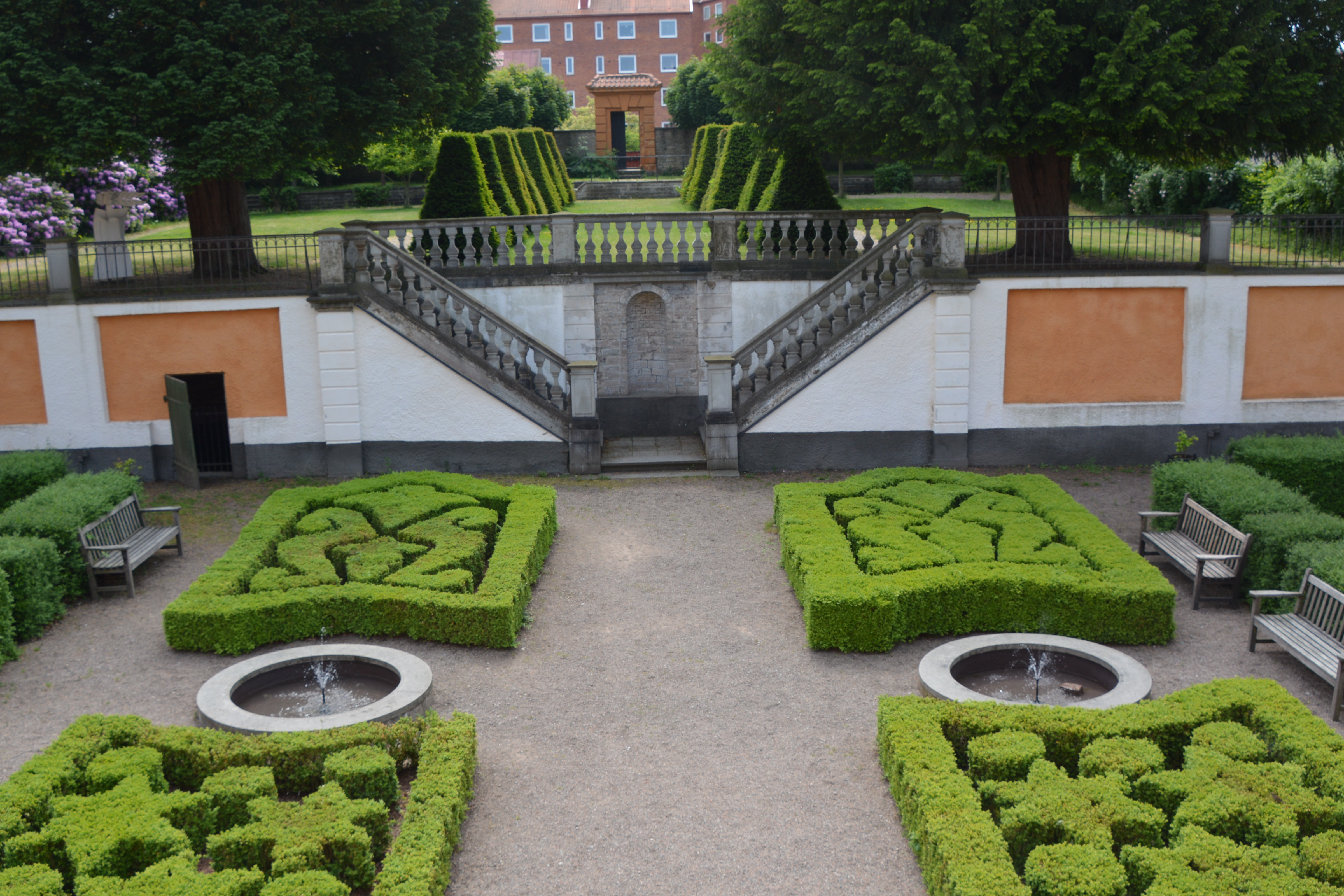
Barockträdgården på Grevagården i Karlskrona

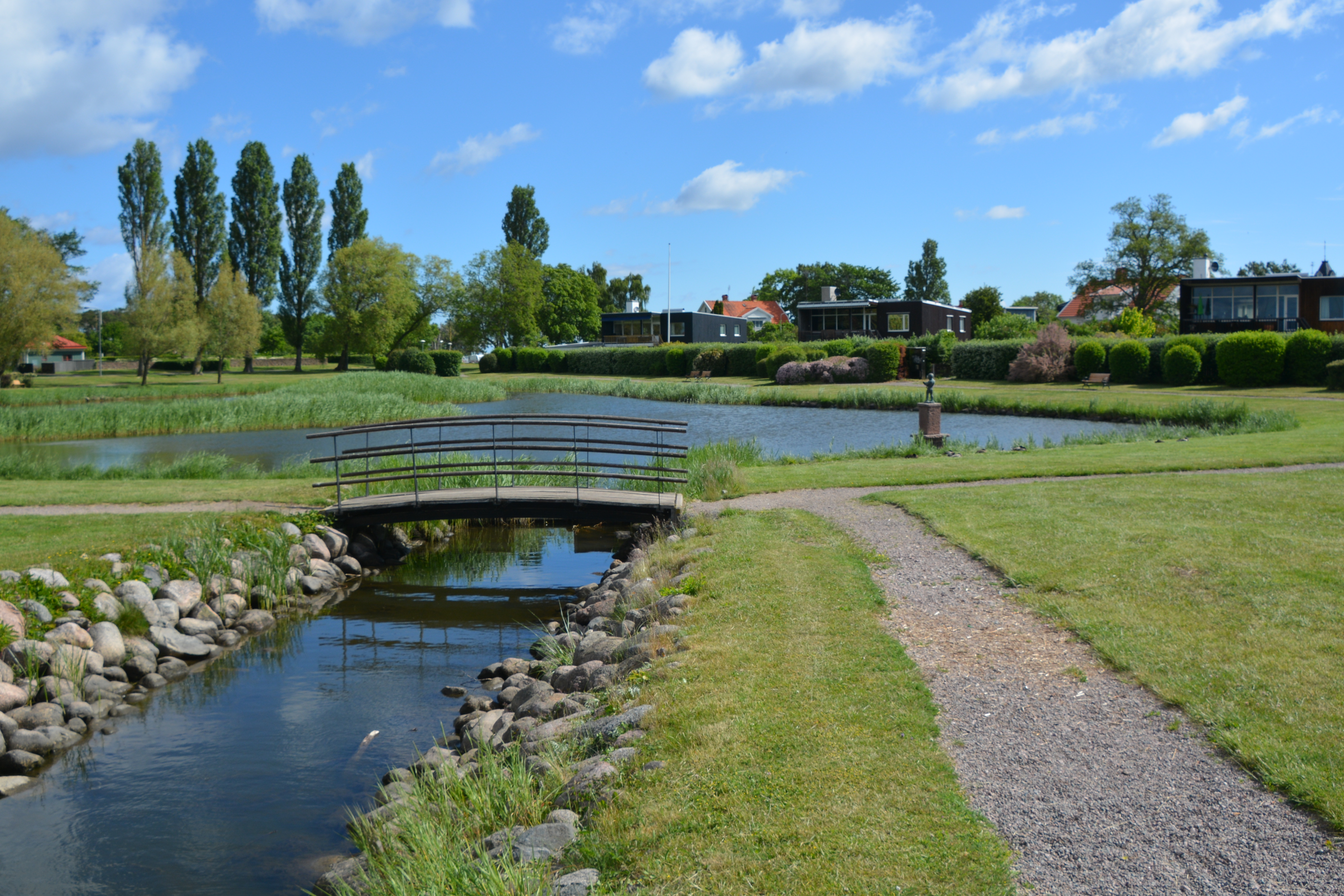
Bäckmans park i Borgholm

Sven August Hermelin (uttal av efternamnet med betoning på första stavelsen, ej som djuret), född 12 december 1900 på Vallsnäs gård i Nykils socken i Östergötland, död 28 april 1984 i Djursholm i Uppland, var en svensk friherre och trädgårdsarkitekt.

## Biografi
Sven Hermelin var son till godsägaren friherre Ernst Hermelin och grevinnan Tyra Mörner. Från 1919 praktiserade Hermelin några år och kom 1922 till trädgårdsinstitutet i Bad Köstritz i Tyskland. År 1924 tog han trädgårdsarkitektexamen och året därpå blev han lärare på Önnestads trädgårdsskola. 
År 1926 startade Hermelin egen verksamhet som konsulterande trädgårdsarkitekt i Stockholm, där han bland annat ritade en hel del villa- och herrgårdsträdgårdar. Han var den förste i landet att enbart försörja sig som trädgårdsarkitekt. Tillsammans med Inger Wedborn grundade han firman Hermelin och Wedborn Trädgårdsarkitekter FST. De ritade Marabouparken och Lötsjön i Sundbyberg.
Hermelins arbeten präglades av känsla och respekt för de naturliga och kulturella förutsättningar, som varje objekt erbjöd, samt en stor hänsyn till nyttjarens behov. Detta gav hans arbeten tydliga särdrag. Innehållet och strukturen i hans tidiga anläggningar kan ibland tolkas som påverkan av funktionalismen. Sven Hermelin rättade sig dock knappast efter rådande stilriktningar.
Från 1934 och 25 år framöver ansvarade Hermelin för undervisningen i trädgårdsarkitektur på Alnarp. För många elever fungerade han som en länk mellan utbildning och arbetsliv.
Sven Hermelin var sedan 1928 gift med Kerstin Haglund (1903–1995).

## Utmärkelser
- Riddare av Vasaorden, 6 juni 1970.[4]

## Verk i urval
- Marabouparken, Sundbyberg, 1937–1955
- Lötsjön, Sundbyberg
- Trädgården till Grevagården, Karlskrona
- Bäckmanska parken, Borgholm, 1940-talet
- Rottneros Park i Sunne kommun, 1932–1959 (tillsammans med Edvard Jacobson)
- Östra Mölna radhusområde, Lidingö, 1950-1960-talen